# Rheinaue Ehingen
Koordinaten: 51° 22′ 0″ N, 6° 41′ 0″ O
Das Naturschutzgebiet Rheinaue Ehingen liegt auf dem Gebiet der kreisfreien Stadt Duisburg in Nordrhein-Westfalen. Das Gebiet erstreckt sich südwestlich der Kernstadt von Duisburg, nordöstlich von Uerdingen und nördlich von Mündelheim entlang des nördlich fließenden Rheins. Südlich des Gebietes verläuft die Bundesstraße 288.

## Bedeutung
Das etwa 127,4 Hektar große Gebiet wurde im Jahr 1989 unter der Schlüsselnummer DU-011 unter Naturschutz gestellt. Schutzziele sind
- die Erhaltung und Optimierung eines naturnahen, von der Überflutungsdynamik des Rheins geprägten Grünland-Gehölzkomplexes mit artenreichen Glatthaferwiesen und einem Altwasser und
- die Weiterentwicklung zu einem naturnahen Lebensraum durch Erhöhung des Grünlandanteils und die Förderung von heimischen und standortgerechten Ufergehölzen.[3]